# 博弈论与经济行为
《博弈论与经济行为》（英語：Theory of Games and Economic Behavior）由普林斯頓大學出版社于1944年出版，是数学家约翰·冯·诺伊曼和经济学家奥斯卡·摩根斯特恩的著作，被认为是博弈论领域的奠基之作。該书的部分内容是來自於约翰·冯·诺伊曼于1928年發表的論文《论客厅游戏理论》（Zur Theorie der Gesellschaftsspiele）。 